# Microrregión de Vassouras
La microrregión de Vassouras, conocida en conjunto con la microrregión de  Tres Ríos como Centro-Sur Fluminense, es una de las  microrregiones del estado brasileño del Río de Janeiro pertenecientes a la mesorregión Metropolitana del Río de Janeiro. Posee un área de 1.554,567 km² y su población fue estimada en 2006 por el IBGE en 161.990 habitantes. Está dividida en seis municipios.

## Municipios
- Engenheiro Paulo de Frontin
- Mendes
- Miguel Pereira
- Paracambi
- Paty do Alferes
- Vassouras

- Datos: Q2186682
- Multimedia: Vassouras / Q2186682